# 重力を説明する古典力学的理論
重力を説明する古典力学的理論（じゅうりょくをせつめいするこてんりきがくてきりろん、英語: mechanical theories or explanations of gravitation）では、天体の運行を支配する力の起源である重力を古典力学の理論で説明しようとして提案された、16世紀から19世紀の科学者たちの理論について概説する。これらのエーテルを仮定する理論は現代では支持されておらず、重力は一般相対性理論により説明される。

## 渦動説
ルネ・デカルトは、物体の運動というのは他の物体と直接に接触しないかぎり変わることはない、と考えていた。またデカルトは、ある段階から真空の存在を否定するようになり、宇宙は延長（=おおむね物質のようなもの）で満たされている、とした。渦動説は著書『哲学原理』（1644年）や『世界論』などで展開された。天体の公転や自転の運動は宇宙にみたされている物質（エーテル）の回転によって引き起こされ、太陽系の惑星は同一のほぼ平面を同じ方向で公転し、重力は流体の渦の中に置かれた例えば木片が渦の中心に引き込まれるアナロジーで説明した。
デカルトの考え方を受けて、ホイヘンスは1669年から1690年の間に、渦動説をより精密に検討した。これは重力を数学的に扱った最初の例となった。ホイヘンスはエーテルの粒子は渦のまわりをのぞいてランダムな方向に運動していて渦の周囲にはエーテル粒子の濃い部分ができ、この粒子の濃い部分が薄い部分に対して力を及ぼすというモデルを考えた。ホイヘンスはまた重力が物質の質量に比例することを説明するために、物質はエーテル粒子が侵入できる充分なすきまがあると考えた。落下する物体に重力が働き続けるためにエーテルは物体よりも速く動かなければならない。この頃ニュートンは万有引力の法則を築いていたが、ホイヘンスはその公式化には賛意をしめしながら、ニュートンのモデルに力学的説明のないことに異議を示した。渦動説はニュートンのモデルが説明する天体の運動の法則、重力が距離の2乗に反比例することや、ケプラーの第3法則を説明できるものではなかった。

## 掩蔽説

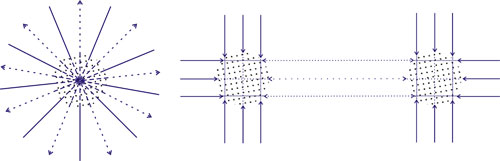

空間にすべての方向に運動する粒子があり、2つの物体間では相手の物体に対する方向への粒子の流れを掩蔽するので、結果として2つの物体間に引力が発生するというモデルである。1690年に ニコラス・ファシオ・デ・デュリエールが唱え、1748年にジョルジュ＝ルイ・ルサージュ (Georges-Louis Le Sage) が論じ、19世紀になっても, ケルビン卿（1872年）、マクスウェル（1875年）、ヘンドリック・ローレンツ（1900年）やアンリ・ポアンカレ（1908年）らによって論じられた。
この理論に対して加えられる批判は粒子の流れの掩蔽が起こるためには、粒子を物体がいくらか吸収しなければならないことで、これは物体の温度の上昇を伴うと考えられる。さらに運動する物体間の重力を説明するためには粒子の速度は光速をこえなければならない。粒子の速度を光速だと仮定すると吸収による温度の上昇はさらに増すことになる。

## 流体説
重力の起源を物体に流れ込む流体による力と考える考え方である。ニュートンは後に、重力の起源について「わたしは仮説をつくらない」として説明しないことを宣言するが、1675年には物質の表面に集積する1種の流体としての重力エーテルを考え、その流れが距離の2乗の逆数に比例する引力を生じるとした。ニュートンに続いて1853年にベルンハルト・リーマンが重力エーテルを非圧縮性の流体とし物質はその流体を吸い込んで、別の場所か別の次元に運ばれるとした。さらに1888年にはイワン・オシポビッチ・ヤルコフスキーがエネルギーの問題を解決するために、吸収されたエーテルは新しい物質に変化すると考えた。
この理論に対して加えられる批判はルサージュの重力理論と同じく、エネルギーの保存則に反するし、力の伝達速度の問題も解決していない。エネルギーから物質の生ずるメカニズムも知られていない。

## 静的なエーテル
ニュートンは1717年にも、静的で密度の異なるエーテルのモデルを提案した。静的なエーテルによる浮力のアナロジーで、物体の重力の性質を説明しようとした。重力が距離の二乗に反比例することを説明するために、エーテルの密度は天体に近づくにつれて小さくなるとした。物体に近づくに従ってエーテルの密度がうすくなる理由については説明は与えられなかった。ニュートンは後に、有名な「わたしは仮説をつくらない」（Hypotheses non fingo）という宣言をして重力の力学的な説明を放棄し、たぶん友人のニコラス・ファシオ・デ・デュリエールやデビッド・グレゴリーと同じように重力は神の意志であると考えるようになった。ニュートンと同じく オイラーも1760年に重力エーテルが逆2乗則にしたがって密度を失うと仮定した。彼もそうなる理由については説明できなかった。
この理論に対して加えられる批判は密度が不均一になる理由が説明されない他、エーテルが鋼の3000倍の剛性を持たなければならなくなることを、マクスウェルが指摘した。

## 波動説
1671年にロバート・フックは重力はすべての方向に向かって物体が引き起こすエーテルの波に起因すると推定した。他の物体はこの波の発生源の方向に動くと推測した。フックは波打つ水の表面に浮く小さな物体が波の発生源に集まる現象のアナロジーで重力を解釈しようとした。同様な理論は1859年から1876年の間にジェームズ・チャリスによっても研究された。チャリスは計算によって波の波長が物体間の距離に比べて大きい時に引力が働き、波長が短い時は斥力が働くことを示した。クーロン力や磁力についても同じ理論での説明をチャリスは試みた。
この理論を、マクスウェルは、物体は定常的に波を起こさなければならず、エネルギーの消費を伴うことを批判した。チャリスも明確な結果に達していないことを認めた。

## 脈動（共振）説
ケルヴィン卿（1871年）とカール・アントン・ビヤークネス（C.A. Bjerknes）はエーテルのなかでの物体の振動を仮定した。液体のなかで、2つの物体が同じ位相で、脈動する時2つの物体の間に引力が働き、反対の相である時斥力が働くことからのアナロジーである。電磁気力のような引力以外の力にたいしても同じメカニズムが検討された。ストークスやヴォルデマール・フォークトを含む多くの学者によって検討された。
この理論の問題点は、宇宙の天体に一様に引力が働くために、すべての天体が同一の位相で脈動していることは考えにくいことである。また極めて遠い距離をへだてて引力が生じるためには、エーテルは非圧縮性でなければならない。

## その他の仮説
1690年フランスの数学者、ピエール・ヴァリニョンは、重力の起源をすべての方向に圧力を加えるエーテルの粒子によるものとし、さらに空間にはエーテルの通過できない境界が存在するというモデルを提案した。ヴァリニョンによると、物体の境界までの距離は地上までの距離より大きいので、境界の内側の物体の上面に働くエーテルの力は下面からの力より大きくなり地上に押し付けられることになる。
1748年にロシアの科学者で物質の原子・分子の構成の概念に関して先駆的な考察をしたミハイル・ロモノーソフは物質の構成要素とエーテルとの相互作用を論じた。物質は高い浸透性があると考えた。しかしながら重力の法則を生じる、エーテルと物質の相互作用について明確な説明はされなかった。
1821年にアメリカの学者ジョン・ヘラパスは自らのガスの気体運動理論を重力の起源に適用しようとした。ヘラパスはエーテルが物体の表面で加熱されて膨張し、密度が下がることによって、周りの密度の高い領域から力を受けると考えた。しかしながら、膨張による密度の差の効果は、暖められた粒子の速度の増加による効果で打ち消されることがティラーによって示された。